# Roháček kozlík
Roháček kozlík (Dorcus parallelipipedus) je druh roháče vyskytující se v Evropě.

## Morfologie
Matně černý brouk, samci mají zpravidla širokou hlavu a větší rozestup tykadel než samice. Dorůstá velikosti 18–32 mm, jedná se tak o druhého největšího roháče v České republice.

## Vývoj
Samička klade vajíčka do odumřelých kmenů nebo pařezů, především buku, dubu nebo různých ovocných dřevin.

## Způsob života
Dospělci jsou aktivní od května do srpna ve vlhčích listnatých lesích. Brouci létají v noci na krátké vzdálenosti, přes den jsou většinou schovaní. Živí se šťávou vytékající z raněných kmenů, kterou olizuje žlutým ochlupeným jazýčkem.